# Ludwig Robert Müller
Ludwig Robert Müller (ur. 24 kwietnia 1870 w Augsburgu, zm. 8 września 1962 w Erlangen) – niemiecki lekarz internista znany jako pionier badań nad autonomicznym układem nerwowym.
Pochodził z rodziny o tradycjach lekarskich: jego dziadek i ojciec byli lekarzami, brat Friedrich von Müller był profesorem medycyny wewnętrznej w Monachium. Ludwig Robert Müller studiował chemię na Uniwersytecie Ludwika i Maksymiliana w Monachium, potem medycynę na uniwersytetach w Tybindze, Monachium, Wrocławiu, Straßburgu i Paryżu; prawo wykonywania zawodu otrzymał w 1893 roku. W 1898 habilitował się pod kierunkiem Adolfa von Strümplla. W 1903 roku został następcą ojca na stanowisku ordynatora oddziału wewnętrznego szpitala miejskiego w Augsburgu. W 1914 został mianowany profesorem chorób wewnętrznych na Uniwersytecie Juliusza i Maksymiliana w Würzburgu. W latach 1915–1917 jako lekarz wojskowy przebywał w lazaretach w Paryżu i Konstantynopolu. W 1920 objął stanowisko profesora zwyczajnego chorób wewnętrznych na Uniwersytecie w Erlangen. W 1932 został członkiem Leopoldiny.
W 1920 roku ukazała się zredagowana przez Müllera klasyczna monografia poświęcona wegetatywnemu układowi nerwowemu. W kolejnych latach ukazały się jej kolejne wydania. W latach 40. wydał dwie monografie poświęcone zagadnieniu snu. W 1957 opublikował wspomnienia.

## Wybrane prace
- Beitrag zur pathologischen Anatomie der Tumoren des Rückenmarks und seiner Häute. 1895
- Klinische Beiträge zur Physiologie des sympathischen Nervensystems. Vogel, 1907
- Beitrag zur Psychologie der Türken. Kabitzsch, 1918
- Das vegetative Nervensystem. Springer, 1920
- Bericht über die Malaria in der Türkei im Jahre 1916: im Juli 1917 zum Druck gegeben, von der militärischen Zensur zurückgehalten. Barth, 1919
- Über die Altersschätzung bei Menschen. J. Springer, 1922
- Über die Seelenverfassung der Sterbenden. Springer, 1931
- Lebenserinnerungen. Beck, 1957